# Y&T
Y&T (Yesterday & Today) ist eine 1974 in San Francisco (Kalifornien) gegründete Hard-Rock-, Heavy-Metal- und Glam-Metal-Band. In den 1970er Jahren spielten sie musikalisch nur regional eine Rolle. Mit dem Wechsel zu A&M Records 1981 begannen für die Band mehrere erfolgreiche Jahre mit einer Single in den Billboard Hot 100.

## Geschichte
Gründungsmitglieder von Y&T waren Dave Meniketti (Gesang, Leadgitarre), Leonard Haze (Schlagzeug), Phil Kennemore (Bass) sowie Joey Alves (Rhythmusgitarre). In dieser Originalbesetzung wurden die ersten sieben Studio-Alben veröffentlicht. Das Album Contagious wurde mit Jimmy DeGrasso anstelle von Leonard Haze eingespielt. Auf dem Album Ten war auch Joey Alves nicht mehr dabei, für ihn wurde Stef Burns verpflichtet. In dieser Besetzung wurden dann noch zwei weitere Studio-Alben veröffentlicht.
Bekannteste Titel von Y&T sind Summertime Girls (ein Titel der häufig in der amerikanischen Fernsehserie Baywatch eingesetzt wurde und 1985 auf Platz #55 der Billboard Hot 100 notiert war) und Mean Streak. Die Band trennte sich 1991, reformierte sich jedoch einige Jahre später wieder.
Aufgrund seiner Lungenkrebserkrankung wurde Phil Kennemore für die Tournee 2010 durch Brad Lang (Jet Red) ersetzt, der danach bis 2016 offizielles Bandmitglied blieb. Kennemore erlag am 7. Januar 2011 seinem Krebsleiden. Nach dem Tod von Schlagzeuger Leonard Haze am 11. September 2016 und Gitarrist Joey Alves am 12. März 2017 ist Bandchef Dave Meniketti nun das letzte verbliebene Originalmitglied.

## Diskografie

### Alben
| Jahr | Titel              | Höchstplatzierung, Gesamtwochen, AuszeichnungChartplatzierungen (Jahr, Titel, Platzierungen, Wochen, Auszeichnungen, Anmerkungen) | Höchstplatzierung, Gesamtwochen, AuszeichnungChartplatzierungen (Jahr, Titel, Platzierungen, Wochen, Auszeichnungen, Anmerkungen) | Anmerkungen |
| Jahr | Titel              | UK | US | Anmerkungen |
| ---- | ------------------ | --- | --- | ----------- |
| 1982 | Black Tiger        | UK53 (8 Wo.)UK | — |             |
| 1983 | Mean Streak        | UK35 (4 Wo.)UK | US103 (13 Wo.)US |             |
| 1984 | In Rock We Trust   | UK33 (3 Wo.)UK | US45 (19 Wo.)US |             |
| 1985 | Down for the Count | — | US91 (12 Wo.)US |             |
| 1987 | Contagious         | — | US78 (13 Wo.)US |             |
| 1989 | Ten                | — | US110 (8 Wo.)US |             |

Weitere Alben
- 1976: Yesterday & Today
- 1978: Struck Down
- 1981: Earthshaker
- 1995: Musically Incorrect
- 1997: Endangered Species
- 2010: Facemelter
- 2018: Acoustic Classix Vol.1

### Livealben
| Jahr | Titel     | Höchstplatzierung, Gesamtwochen, AuszeichnungChartplatzierungen (Jahr, Titel, Platzierungen, Wochen, Auszeichnungen, Anmerkungen) | Höchstplatzierung, Gesamtwochen, AuszeichnungChartplatzierungen (Jahr, Titel, Platzierungen, Wochen, Auszeichnungen, Anmerkungen) | Anmerkungen |
| Jahr | Titel     | UK | US | Anmerkungen |
| ---- | --------- | --- | --- | ----------- |
| 1985 | Open Fire | — | US70 (17 Wo.)US |             |

Weitere Livealben
- 1984: In Concert
- 1991: Yesterday & Today Live
- 1998: Live on the Friday Rock Show
- 2000: BBC In Concert: Live on the Friday Rock Show
- 2012: Live at the Mystic
- 2017: Live... Salinas, California 1983

### Kompilationen
- 1987: Forever (nur in Japan)
- 1989: Anthology
- 1990: Best of '81-'85
- 2001: Ultimate Collection
- 2003: UnEarthed vol 1
- 2004: UnEarthed vol 2
- 2013: Earthquake The A&M Years 1981-1985

### Singles
| Jahr | Titel Album                         | Höchstplatzierung, Gesamtwochen, AuszeichnungChartplatzierungen (Jahr, Titel, Album, Platzierungen, Wochen, Auszeichnungen, Anmerkungen) | Höchstplatzierung, Gesamtwochen, AuszeichnungChartplatzierungen (Jahr, Titel, Album, Platzierungen, Wochen, Auszeichnungen, Anmerkungen) | Anmerkungen |
| Jahr | Titel Album                         | UK | US | Anmerkungen |
| ---- | ----------------------------------- | --- | --- | ----------- |
| 1983 | Mean Streak                         | UK41 (4 Wo.)UK | — |             |
| 1983 | Midnight In Tokyo Mean Streak       | UK91 (1 Wo.)UK | — |             |
| 1984 | Don’t Stop Runnin’ In Rock We Trust | UK86 (2 Wo.)UK | — |             |
| 1985 | Summertime Girls Down for the Count | — | US55 (10 Wo.)US |             |

Weitere Singles
- 1977: Alcohol
- 1981: I Believe In You
- 1981: Rescue Me
- 1982: Don’t Wanna Lose
- 1982: Forever
- 1985: All American Boy